# Sverre Andersen
Sverre Andersen (Stavanger, 9 de octubre de 1936 - Stavanger, 1 de noviembre de 2016) fue un entrenador y jugador de fútbol noruego que jugaba en la demarcación de portero.

## Selección nacional
Jugó un total de 41 partidos con la selección de fútbol de Noruega. Hizo su debut el 26 de agosto de 1956 tras ser seleccionado por Ron Lewin para un encuentro del campeonato nórdico de fútbol contra Finlandia que finalizó con un resultado de empate a uno tras los goles de Arne Høivik por parte de Noeuga, y de Olli Forsgren por parte de Finlandia. Además disputó la clasificación para la Copa Mundial de Fútbol de 1958, la clasificación para la Eurocopa 1960, la clasificación para la Eurocopa 1964 y la clasificación para la Copa Mundial de Fútbol de 1966. Su último partido con la selección lo jugó el 9 de junio de 1968 en calidad de amistoso contra Polonia, con un marcador final de 1-6 a favor de la selección polaca tras los goles de Harald Sunde por parte de Noruega, y de Janusz Żmijewski, tres de Andrzej Jarosik, Janusz Żmijewski y de Włodzimierz Lubański por parte de Polonia.

## Clubes

### Como futbolista
| Club                | País    | Año         | Partidos | Goles |
| ------------------- | ------- | ----------- | -------- | ----- |
| Viking Stavanger FK | Noruega | 1952 - 1971 | 482      | 0     |

### Como entrenador
| Club                | País    | Año         |
| ------------------- | ------- | ----------- |
| Viking Stavanger FK | Noruega | 1960        |
| Viking Stavanger FK | Noruega | 1966 - 1970 |
| Viking Stavanger FK | Noruega | 1973        |
| Viking Stavanger FK | Noruega | 1985        |

## Palmarés

### Como futbolista

#### Campeonatos nacionales
| Título          | Club                | País    | Año  |
| --------------- | ------------------- | ------- | ---- |
| Tippeligaen     | Viking Stavanger FK | Noruega | 1958 |
| Copa de Noruega | Viking Stavanger FK | Noruega | 1953 |
| Copa de Noruega | Viking Stavanger FK | Noruega | 1959 |

### Como entrenador

#### Campeonatos nacionales
| Título      | Club                | País    | Año  |
| ----------- | ------------------- | ------- | ---- |
| Tippeligaen | Viking Stavanger FK | Noruega | 1973 |